# Potrero de Jesús
Potrero de Jesús är en ort i Mexiko.   Den ligger i kommunen Dolores Hidalgo och delstaten Guanajuato, i den centrala delen av landet, 260 km nordväst om huvudstaden Mexico City. Potrero de Jesús ligger 1 970 meter över havet och antalet invånare är 103.
Terrängen runt Potrero de Jesús är en högslätt. Runt Potrero de Jesús är det ganska tätbefolkat, med 93 invånare per kvadratkilometer. Närmaste större samhälle är Dolores Hidalgo, 18,7 km sydväst om Potrero de Jesús. Trakten runt Potrero de Jesús består till största delen av jordbruksmark.